# 董朴 (元朝)
董朴（1232年—1316年），字太初，元朝顺德邢台（今河北省邢台市）人。学者称为龙岡先生。
董朴自幼博学强记，习儒经，长大后，师事乐舜咨、刘道济。至元十六年（1279年），被提刑按察使推荐，起家为陕西按察司知法官。不久，因双亲年老辞归。召为太史院主事，推辞不赴。元仁宗皇庆初年，董朴年逾八十，诏以翰林修撰致仕。其所学，自《六经》及孔、孟微言，无不研极会通。延祐三年（1316年），无疾而终，年八十五岁。